# Campionati del mondo di atletica leggera 1983 - Salto in alto femminile
La gara di salto in alto femminile dei Campionati del mondo di atletica leggera 1983 si è svolta il 9 agosto.
Alle qualificazioni sono state ammesse 33 atlete divise in due gruppi.

## Podio
| Pos.    | Atleta          | Nazionalità      | Prestazione | Note |
| ------- | --------------- | ---------------- | ----------- | ---- |
| Oro     | Tamara Bykova   | Unione Sovietica | 2,01 m      |      |
| Argento | Ulrike Meyfarth | Germania Ovest   | 1,99 m      |      |
| Bronzo  | Louise Ritter   | Stati Uniti      | 1,95 m      |      |

## Situazione pre-gara

### Record
Prima di questa competizione, il record del mondo (RM) e il record dei campionati (RC) erano i seguenti.
| Record                | Prestazione  | Atleta                       | Data                           | Competizione |
| --------------------- | ------------ | ---------------------------- | ------------------------------ | ------------ |
| Record mondiale       | 2,02 m       | Ulrike Meyfarth Germania Est | 8 settembre 1982 Atene, Grecia |              |
| Record dei campionati | Nuovo evento | Nuovo evento                 | Nuovo evento                   | Nuovo evento |

### Campioni in carica
I campioni in carica a livello mondiale e olimpico erano:
| Campione | Atleta              | Prestazione  | Data                                   | Competizione         |
| -------- | ------------------- | ------------ | -------------------------------------- | -------------------- |
| Olimpico | Sara Simeoni Italia | 1,97 m       | 26 luglio 1980 Mosca, Unione Sovietica | Giochi olimpici 1980 |
| Mondiale | Nuovo evento        | Nuovo evento | Nuovo evento                           | Nuovo evento         |

### La stagione
Prima di questa gara, gli atleti con le migliori tre prestazioni dell'anno erano:
| Pos. | Atleta                         | Prestazione | Data                                    |
| ---- | ------------------------------ | ----------- | --------------------------------------- |
| 1    | Tamara Bykova Unione Sovietica | 2,03 m      | 6 marzo 1983 Budapest, Ungheria         |
| 2    | Louise Ritter Stati Uniti      | 2,00 m      | 25 giugno 1983 Los Angeles, Stati Uniti |
| 3    | Ulrike Meyfarth Germania Ovest | 2,00 m      | 26 giugno 1983 Brema, Germania Ovest    |

## Risultati

### Qualificazioni
Qualificazione: le atlete che raggiungono 1,90 m (Q) o le migliori 12 misure (q) avanzano alla finale.
| Pos | Gruppo | Atleta                | Nazionalità       | 1,50 | 1,70 | 1,75 | 1,80 | 1,84 | 1,87 | 1,90 | Misura | Note |
| --- | ------ | --------------------- | ----------------- | ---- | ---- | ---- | ---- | ---- | ---- | ---- | ------ | ---- |
| 1   | A      | Kerstin Brandt        | Germania Est      |      |      |      |      |      |      | -o   | 1,90 m | Q    |
| 1   | A      | Coleen Sommer         | Stati Uniti       |      |      |      |      |      |      | -o   | 1,90 m | Q    |
| 1   | A      | Tamara Bykova         | Unione Sovietica  |      |      |      |      |      |      | -o   | 1,90 m | Q    |
| 1   | A      | Susanne Helm          | Germania Est      |      |      |      |      |      |      | -o   | 1,90 m | Q    |
| 1   | B      | Ulrike Meyfarth       | Germania Ovest    |      |      |      |      |      |      | -o   | 1,90 m | Q    |
| 1   | B      | Louise Ritter         | Stati Uniti       |      |      |      |      |      |      | -o   | 1,90 m | Q    |
| 1   | B      | Andrea Bienias        | Germania Est      |      |      |      |      |      |      | -o   | 1,90 m | Q    |
| 1   | B      | Debbie Brill          | Canada            |      |      |      |      |      |      | -o   | 1,90 m | Q    |
| 9   | A      | Christine Soetewey    | Belgio            |      |      |      |      |      | -o   |      | 1,87 m | q    |
| 9   | A      | Minna Vehmasto        | Finlandia         |      |      |      |      |      | -o   |      | 1,87 m | q    |
| 9   | A      | Katalin Sterk         | Ungheria          |      |      |      |      |      | -o   |      | 1,87 m | q    |
| 9   | A      | Zheng Dazhen          | Cina              |      |      |      |      |      | -o   |      | 1,87 m | q    |
| 9   | B      | Olga Juha             | Ungheria          |      |      |      |      |      | -o   |      | 1,87 m | q    |
| 9   | B      | Larisa Kositsyna      | Unione Sovietica  |      |      |      |      |      | -o   |      | 1,87 m | q    |
| 9   | B      | Maryse Ewanjé-Epée    | Francia           |      |      |      |      |      | -o   |      | 1,87 m | q    |
| 9   | B      | Vanessa Browne        | Australia         |      |      |      |      |      | -o   |      | 1,87 m | q    |
| 9   | B      | Silvia Costa          | Cuba              |      |      |      |      |      | -o   |      | 1,87 m | q    |
| 9   | B      | Yang Wenqin           | Cina              |      |      |      |      |      | -o   |      | 1,87 m | q    |
| 19  | A      | Sara Simeoni          | Italia            |      |      |      |      | -o   |      |      | 1,84 m |      |
| 19  | A      | Gillian Evans         | Regno Unito       |      |      |      |      | -o   |      |      | 1,84 m |      |
| 19  | A      | Gaby Meier-Lindenthal | Svizzera          |      |      |      |      | -o   |      |      | 1,84 m |      |
| 19  | B      | Niculina Vasile       | Romania           |      |      |      |      | -o   |      |      | 1,84 m |      |
| 19  | A      | Brigitte Reid         | Canada            |      |      |      |      | -o   |      |      | 1,84 m |      |
| 24  | A      | Thordis Gisladottir   | Islanda           |      |      |      | -o   |      |      |      | 1,80 m |      |
| 24  | A      | Megumi Sato           | Giappone          |      |      |      | -o   |      |      |      | 1,80 m |      |
| 24  | A      | Christine Stanton     | Australia         |      |      |      | -o   |      |      |      | 1,80 m |      |
| 24  | B      | Emese Bela            | Ungheria          |      |      |      | -o   |      |      |      | 1,80 m |      |
| 24  | B      | Susanne Lorentzon     | Svezia            |      |      |      | -o   |      |      |      | 1,80 m |      |
| 24  | B      | Lidija Lapajne        | Jugoslavia        |      |      |      | -o   |      |      |      | 1,80 m |      |
| 30  | B      | Hisayo Fukumitsu      | Giappone          |      |      | -o   |      |      |      |      | 1,75 m |      |
| 30  | B      | Kawther Akremi        | Tunisia           |      | -o   |      |      |      |      |      | 1,70 m |      |
| 30  | B      | Klodeta Gjini         | Albania           |      | -o   |      |      |      |      |      | 1,70 m |      |
| 30  | A      | Iona Smith            | Antigua e Barbuda | -o   |      |      |      |      |      |      | 1,50 m |      |

### Finale
| Pos     | Atleta             | Nazionalità      | 1,75 | 1,80 | 1,84 | 1,88 | 1,92 | 1,95 | 1,97 | 1,99 | 2,01 | 2,03 | Misura | Note |
| ------- | ------------------ | ---------------- | ---- | ---- | ---- | ---- | ---- | ---- | ---- | ---- | ---- | ---- | ------ | ---- |
| Oro     | Tamara Bykova      | Unione Sovietica | –    | o    | o    | o    | o    | o    | o    | xo   | o    | xxx  | 2,01   |      |
| Argento | Ulrike Meyfarth    | Germania Ovest   | –    | o    | o    | o    | o    | xo   | xo   | o    | x–   | xx   | 1,99   |      |
| Bronzo  | Louise Ritter      | Stati Uniti      | –    | o    | o    | o    | xo   | xo   | xxx  |      |      |      | 1,95   |      |
| 4       | Coleen Sommer      | Stati Uniti      | –    | o    | o    | o    | xo   | xxo  | xxx  |      |      |      | 1,95   |      |
| 5       | Kerstin Brandt     | Germania Est     | –    | o    | xo   | xxo  | xo   | xxx  |      |      |      |      | 1,95   |      |
| 6       | Debbie Brill       | Canada           | –    | o    | o    | o    | xxx  |      |      |      |      |      | 1,88   |      |
| 7       | Susanne Helm       | Germania Est     | –    | o    | o    | xo   | xxx  |      |      |      |      |      | 1,88   |      |
| 8       | Olga Juha          | Ungheria         | o    | o    | xo   | xo   | xxx  |      |      |      |      |      | 1,88   |      |
| 9       | Vanessa Browne     | Australia        | o    | o    | xxo  | xxo  | xxx  |      |      |      |      |      | 1,88   |      |
| 10      | Silvia Costa       | Cuba             | –    | o    | o    | xxx  |      |      |      |      |      |      | 1,84   |      |
| 10      | Andrea Bienias     | Germania Est     | –    | o    | o    | xxx  |      |      |      |      |      |      | 1,84   |      |
| 12      | Maryse Ewanjé-Epée | Francia          | –    | xo   | o    | xxx  |      |      |      |      |      |      | 1,84   |      |
| 12      | Katalin Sterk      | Ungheria         | o    | xo   | o    | xxx  |      |      |      |      |      |      | 1,84   |      |
| 12      | Minna Vehmasto     | Finlandia        | o    | xo   | o    | xxx  |      |      |      |      |      |      | 1,84   |      |
| 15      | Christine Soetewey | Belgio           | xo   | o    | xo   | xxx  |      |      |      |      |      |      | 1,84   |      |
| 16      | Yang Wenqin        | Cina             | o    | xxo  | xxo  | xxx  |      |      |      |      |      |      | 1,84   |      |
| 17      | Larisa Kositsyna   | Unione Sovietica | –    | o    | xxx  |      |      |      |      |      |      |      | 1,80   |      |
| 18      | Zheng Dazhen       | Cina             | o    | xo   | xxx  |      |      |      |      |      |      |      | 1,80   |      |